# Lampona flavipes
Espèce
Lampona flavipes est une espèce d'araignées aranéomorphes de la famille des Lamponidae.

## Distribution
Cette espèce est endémique d'Australie. Elle se rencontre au Queensland, en Nouvelle-Galles du Sud, au Victoria, en Australie-Méridionale et dans le Territoire du Nord.

## Description
Le mâle décrit par Platnick en 2000 mesure 9,0 mm et la femelle 14,3 mm.

## Publication originale
- L. Koch, 1872 : Die Arachniden Australiens. Nuremberg, vol. 1, p. 105-368 (texte intégral).